# Apostel

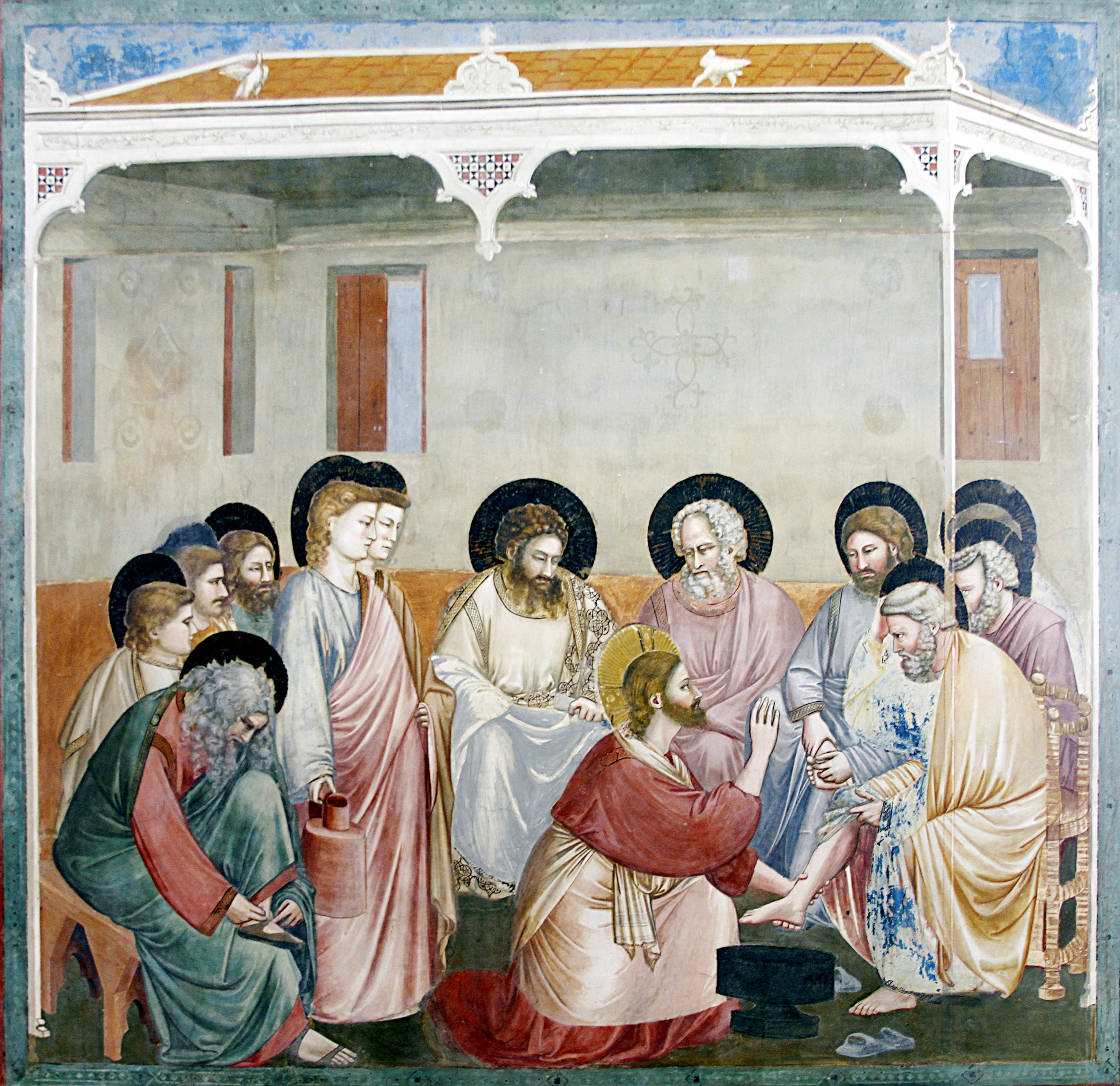
Jesus tvättar apostlarnas fötter, av Giotto di Bondone

Apostel är ett ord som vanligen i första hand åsyftar tolv av Jesu lärjungar samt Paulus, och betyder i det sammanhanget Guds utsände. Ibland används det som beteckning för utsända missionärer som lyckats omvända ett land till kristendomen. Rollen som Guds utsände förekommer också som beskrivning av profeterna i Gamla Testamentet.
Ordet ”apostel” kommer från grekiskans apostolos vilket betyder 'utsänd' eller 'sändebud', och var under nytestamentlig tid en juridisk kollektivbeteckning för en beskickning eller en expedition. Motsvarande hebreiska ord, schaliach, och arameiska, shelicha, avsåg personen med fullmakt att företräda en uppdragsgivare hos en annan part. Redan före Jesu tid kan det ha förekommit sådana sändebud i Israel vilka företrädde judar i diasporan. Företeelsen och det grekiska ordet upptogs av de urkristna, vilka gav titeln till personer med fullmakt att företräda en församling eller Kyrkan. Hos Paulus användes ordet, till exempel i Andra Korinthierbrevet 8:23, i den betydelsen.
Titeln Guds utsände tillkom, under Jesu tid, i Orienten egentligen kungen, samt i överförd bemärkelse kungens diplomater, och genom Jesus roll som Messias övertog kristendomen även denna betydelse, vilket alltså är ytterligare en innebörd av apostel. Sålunda benämns Jesus som apostel i Hebreerbrevet 3:1. På samma sätt som en diplomat företrädde en kung med fullmakt, fick därför Jesu lärjungar kalla sig apostlar, om de representerade honom runt om i världen.

## Kristendomens apostlar

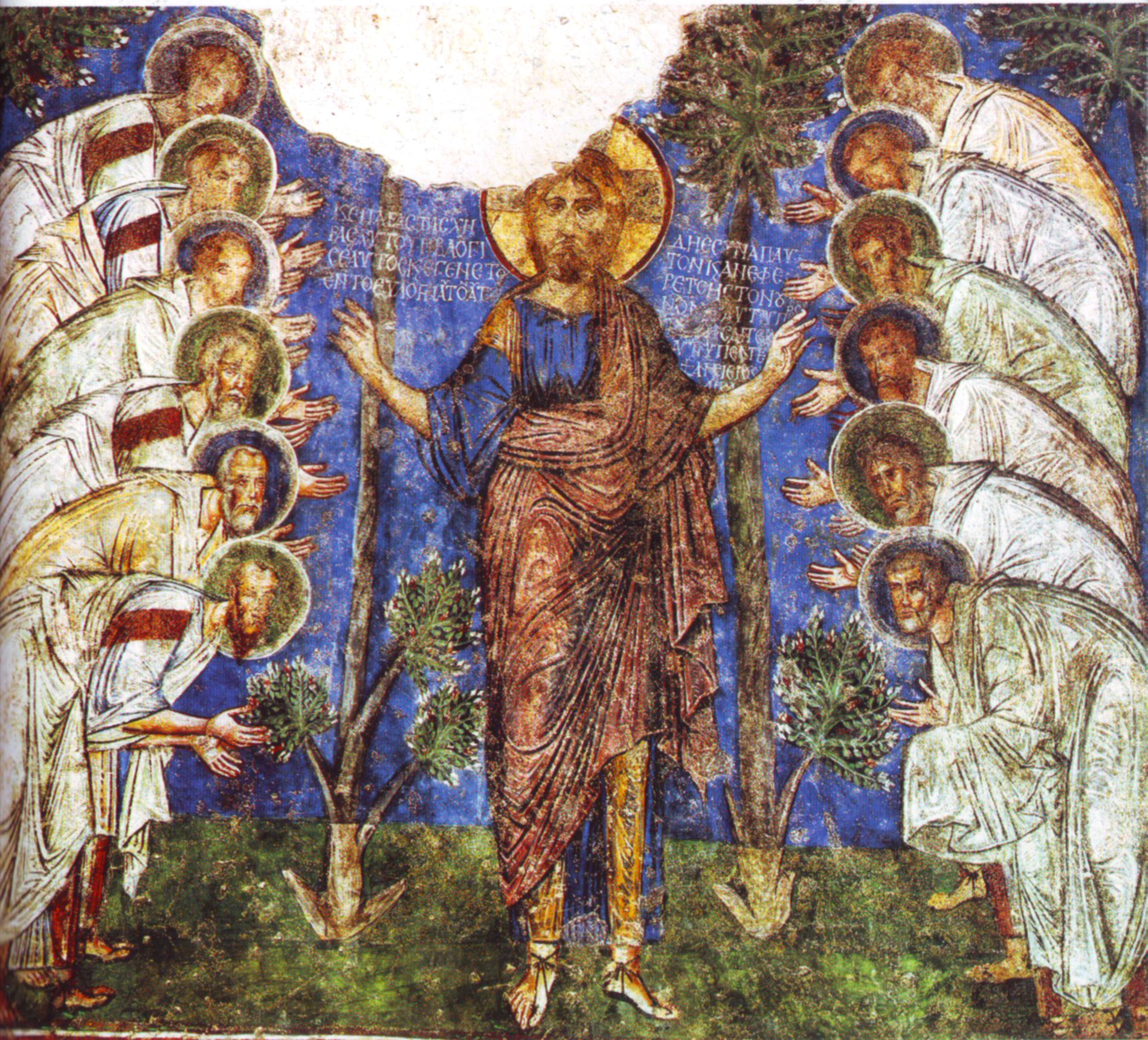
Jesus och apostlarna, fresk i Cappadocia

Som Jesu apostlar räknas först och främst de tolv av lärjungarna som Jesu kallade under sitt liv på jorden, den så kallade apostlakretsen, och vilka räknas upp i Matteusevangeliet 10:22 ff, Markusevangeliet 3:16 ff, Lukasevangeliet 6:13 ff, och Apostlagärningarna 1:13. De namn som räknas upp i dessa texter överensstämmer sinsemellan endast i elva av tolv fall. Det är osäkert om ”apostel” menades som titel eller som en funktion. När Jesus visar sig som uppstånden för dessa elva eller tolv han kallat, anses deras fullmakt vara befäst. Dessa utvalda utsåg sedan missionärer att förkunna evangeliet i församlingar runt om i världen. Dessa missionärer kunde också kallas apostlar. Paulus är den mest kände och betydelsefullaste av dem som allmänt kallas apostel utanför apostlakretsen, men han benämns inte apostel i Apostlagärningarna, däremot så av sig själv. Paulus har även namngett andra Romarbrevet 16:7 som ansågs av de tidigkristna själva som apostlar som till exempel Junia och Andronikos. Två evangelister brukar också allmänt kallas apostlar, nämligen Matteus och Johannes. På grund av en urlakning av innebörden i ordet, började kristna författare bli mer restriktiva att använda beteckningen under efterapostolisk tid, och därför har ordet i första hand kommit att reserveras för de tolv utvalda huvudlärjungarna, Paulus, och de båda evangelisterna, i de flesta samfund.
Apostlakretsens uppdrag var att förkunna evangeliet, tjäna människorna, driva ut onda andar och uträtta mirakler i Jesu namn, samt att avgöra den kristna läran och det rätta kristna levernet. Fullmakten hade Jesus gett dem genom den Helige anden. Apostlarna fick i gengäld rätt till försörjning, men utsågs också att dela hans lidande, och de fick inte agera för egen vinning. På detta sätt äger apostlarna full auktoritet, men endast genom ett indirekt förhållande till Gud. Dock är de därmed Kyrkans grundval, eftersom Gud först utsåg några till hans utsända. De betraktades som ögonvittnen till Jesu under, huvudlärjungar, och ansvariga ledare, och de utmärktes av att de hade varit med Jesus från Johannes döparens tid till dess han togs upp i himlen. De var därmed centrala också i fråga om kunskap om Jesus; till följd av att Jesus själv inte skrev någon bok, fick de rollen att memorera hans undervisning och verk.
Apostlarna begav sig själva ut i världen och grundade församlingar. De församlingar som av hävd menas vara grundade av lärjungarna brukar framhålla deras apostoliska succession. Huruvida apostlarna var jämställda sinsemellan, eller om Petrus blivit utsedd som överordnad de andra, är en tvistefråga hur det skall tolkas för församlingarnas respektive relationer och eventuella hierarki, beträffande till exempel den mellan påven och patriarken av Konstantinopel. I Östortodoxa kyrkan erkänner de att vissa mer centrala personer för kristendomens historia är likvärdiga med apostlarna, isapostolos. Dit hör dem som under efterapostolisk tid omvänt ett land. Några av de mest framträdande personerna i den generation kristna som omvändes av de tolv lärjungarna, kallas de apostoliska fäderna. Inom Jesu Kristi kyrka av sista dagars heliga leds kyrkan av personer med apostel som ämbetstitel.

## Begreppet apostolisk
Apostolisk är framför allt ett begrepp som hör till den nytestamentliga kanonbildningen. Att ett verk är apostoliskt är ett av kriterierna för att upptas i Bibelkanon. Med detta menas att verket använts av Kyrkan som sådant, att det är författat av en apostolisk auktoritet, och att den är nedtecknad apostolisk tro.
Inom romersk-katolicism används ordet apostolisk för sådant som är aktivt i motsats till kontemplativt. Till exempel sjukhusnunnor vilkas liv är mera apostoliskt (praktiskt) än de kontemplativa karmelitnunnorna, som utmärker sig för ett liv helt vigt åt avskild och tyst bön.